# بالسارنی
بالسارنی (به اسپانیایی: Balsareny) یک منطقهٔ مسکونی در اسپانیا است که در باگیس واقع شده‌است. بالسارنی ۳۶٫۹ کیلومتر مربع مساحت دارد.